# Day of the Fight
Day of the Fight ist ein Dokumentar-Kurzfilm von Regisseur Stanley Kubrick, gedreht im Jahr 1951 in den USA.

## Handlung
In dem Kurzfilm wird der Tag gezeigt, an dem sich der irische Mittelgewichtsboxer Walter Cartier zusammen mit seinem Zwillingsbruder Vincent auf den um 22:00 Uhr stattfindenden Kampf gegen Bobby James vorbereitet. Nach dem Frühstück geht er in die Messe, danach zum Mittagessen. Um 16:00 Uhr packt er seine Sachen für den Kampf. Um 20:00 Uhr wartet er im Umkleideraum. Dort bereitet er sich mental auf den Kampf vor und verwandelt sich in die Kampfmaschine, die der Anlass fordert. Um 22:00 Uhr steht er James gegenüber und schon nach zwei Runden geht er als Sieger durch K. o. aus dem kurzen Kampf hervor.

## Zur Produktion
Kubricks Freund Alexander Singer, der für die Wochenschau March of Time arbeitete, erzählte ihm, dass dort für Kurzfilme etwa 40.000 Dollar ausgegeben wurden. Sie beschlossen, Filme für ein Zehntel dieses Preises zu machen. Für den ersten Kurzfilm beobachtete Kubrick den Mittelgewichtsboxer Walter Cartier, über den er bereits eine Fotoreportage für Look gemacht hatte, bei seinen Kampfvorbereitungen und dem anschließenden Boxkampf am 17. April 1950.
Für den fertigen Film bot March of Time Kubrick nicht einmal die Herstellungskosten von 3900 Dollar. Später erfuhr Kubrick, dass March of Time in Geldschwierigkeiten war, was 1951 zur Einstellung der Dokumentarfilmreihe führte. Er bot Day of the Fight der amerikanischen Pathé-Wochenschau an, die zu RKO Pictures gehörte und erzielte nach eigenen Angaben einen Gewinn von 100 Dollar. 
Day of the Fight hatte am 26. April 1951 im Paramount Theater in New York Premiere und war Teil von RKO-Pathés This Is America als Vorprogramm zum Spielfilm My Forbidden Past mit Robert Mitchum und Ava Gardner. Frank Sinatra war Live-Act an diesem Abend.
Der Dokumentarfilm stellt eine Charakterstudie wie auch Milieustudie dar. Die berühmte Knockout-Szene wurde nicht von Kubrick selbst gefilmt, da er zu diesem Zeitpunkt den Film seiner Kamera wechseln musste.